# Alexandru I al Greciei
Alexandru (greacă Ἀλέξανδρος, Aléxandros; n. 1 august 1893, Tatoi Palace⁠(d), Attica Prefecture⁠(d), Grecia – d. 25 octombrie 1920, Atena, Regatul Greciei) a domnit ca rege al Greciei din 1917 până în 1920 când a murit pe neașteptate de septicemia cauzată de mușcăturile a două maimuțe.

## Prinț al Greciei

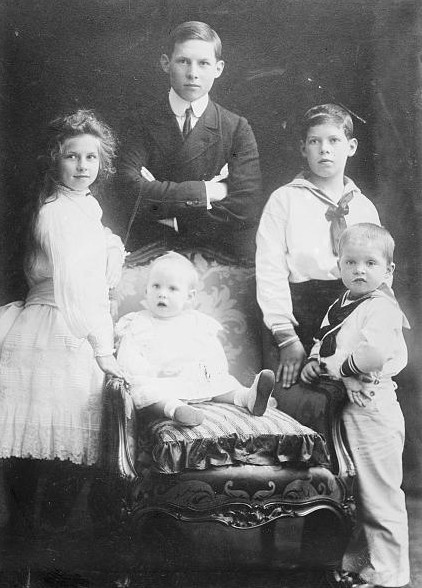
Copiii regelui Constantin I în 1905. De la stânga la dreapta: prințesa Elena (viitoarea regină a României), prințesa Irene (viitoarea regină a Croației), prințul George (viitorul rege George al II-lea al Greciei), prințul Alexandru și prințul Paul (viitorul rege Paul I al Greciei). Prințesa Ecaterina se va naște la opt ani după fotografie.

Alexandru s-a născut la palatul Tatoi în apropiere de Atena și a fost al doilea fiu al regelui Constantin I al Greciei și a soției lui, Sofia a Prusiei. Deci Alexandru a avut particularitatea genealogică de a fi pe linie paternă strănepotul regelui Christian al IX-lea al Danemarcei (1818-1906), supranumit "socrul Europei" și pe linie maternă strănepotul reginei Victoria a Regatului Unit supranumită "bunica Europei".
Împreună cu părinții săi a făcut numeroase călătorii în străinătate și a vizitat-o în mod regulat pe bunica sa maternă, Victoria, împărăteasa Germaniei care a avut o afecțiune aparte pentru descendenții ei greci. De asemenea, prințul a vizitat Danemarca, Marea Britanie și Rusia ai căror suverani erau rude apropiate ale familiei sale.
Educația pe care a primit-o Alexandru a fost bună dar nu ca cea rezervată fratelui său mai mare, care era destinat să domnească într-o zi. Spre deosebire de George care a efectuat o parte din formarea sa militară în Germania, Alexandru și-a făcut școlarizarea în Grecia. La principala academie militară greacă, Évelpides, prințul a fost remarcat pentru talentul său la mecanică și pentru capacitățile sale intelectuale. De fapt, Alexandru este pasionat de mașini și de motoare. El este unul dintre primii greci care a achiziționat un automobil..
Între 1912-1913, prințul se distinge în luptele din războaiele balcanice. La sfârșitul Primului Război Balcanic orașul Salonic și regiunea sa este atașată Greciei, ceea ce permite ca țara sa să crească considerabil ca suprafață. La scurt timp, regele George I este asasinat iar tatăl său urcă pe tronul Greciei sub numele de Constantin I..

## Domnie
În 1917, Constantin I a insistat ca Grecia să rămâne neutră în Primul Război Mondial, în timp ce primul ministru Eleftherios Venizelos a fost determinat să meargă la război în sprijinul Triplei Antante. La invitația lui Venizelos, trupele franceze și britanice au intrat în Grecia și l-au forțat pe Constantin I și pe fiul său cel mare, Prințul Moștenitor, să plece în exil. Tânărul Alexandru, un partizan al Megali Idea, a fost încoronat ca rege; în realitate, el nu a avut absolut nici o putere și singura lui sarcină reală a fost de a vizita frontul frecvent și de a încuraja trupele.
Totuși, într-o problemă majoră el l-a sfidat pe Venizelos: la 4 noiembrie 1919 a fugit cu Aspasia Manos (1896-1972), fiica colonelului Petros Manos, lucru ce a cauzat un scandal și l-a înfuriat pe Venizelos. Aspasia a fost forțată să părăsească Atena până la rezolvarea crizei și până când nunta a fost legalizat fără ca Aspasia să fie recunoscută ca regină, ci doar ca "Madame Manos". Șase luni mai târziu, tânărul cuplu a plecat la Paris cu condiția să nu apară împreună la funcțiile oficiale.
Curând după aceasta, în august 1920, a fost semnat Tratatul de la Sèvres. Tratatul a fost extrem de favorabil Greciei acordându-i marile sale teritorii în Tracia și în jurul Smyrnei aflate astăzi în Turcia. Alexandru a devenit regele unei Grecii mult mai mari.

## Deces

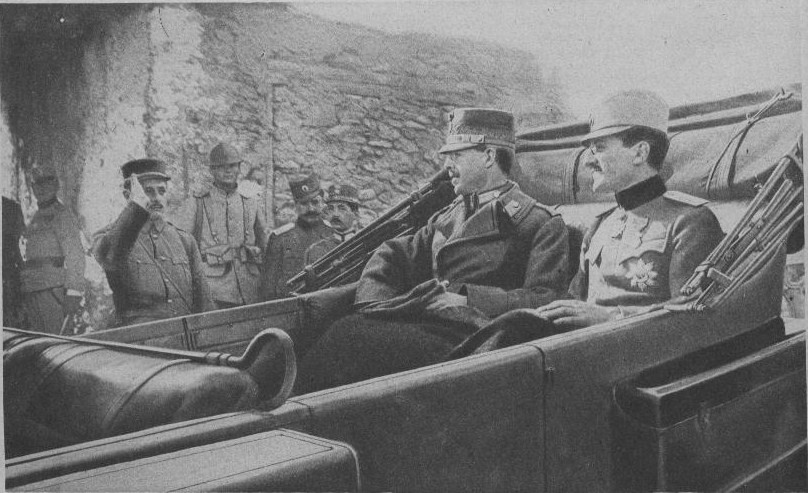
Alexandru I al Serbiei și Alexandru I al Greciei în fața forțelor sârbe, 5 mai 1918.

La 2 octombrie 1920, are loc un incident în timp ce Alexandru își face plimbarea pe domeniul Tatoi însoțit de un ciobănesc german. O maimuță de companie a atacat câinele suveranului și acesta a încercat să alunge maimuța cu un băț. În acest timp, o altă maimuță l-a atacat pe Alexandru și l-a mușcat adânc la picior și în zona stomacului. În cele din urmă, funcționarii au alungat maimuțele, au curățat și bandajat rănile suveranului dar nu au cauterizat. De fapt, regele nu a acordat atenție la ceea ce s-a întâmplat cu el și chiar a cerut ca incidentul să nu fie comunicat.
Cu toate acestea, Alexandru suferă de febră ridicată: rana s-a infectat și curând s-a instalat septicemia. Confruntându-se cu evoluția rapidă a bolii sale, medicii s-au gândit să-i amputeze piciorul, dar nimeni nu vrea cu adevărat să-și asume responsabilitatea unui astfel de act. Pentru mai multe zile, tânărul rege a suferit teribil, ca urmare a otrăvirii și strigătele lui de durere au umplut, uneori, palatul regal.
La 19 octombrie a intrat în comă. Guvernul grec a refuzat să-i permită reginei Sofia să revină în țară. De la St Moritz, unde regina era exilată împreună cu restul familiei regale, ea a cerut autorităților elene să aibă grijă de fiul său.
În cele din urmă, i s-a permis reginei Olga, văduva regelui George I, să călătorească singură la Atena să-și vadă nepotul. Întârziată de o mare agitată, regina Olga a ajuns la douăsprezece ore după moartea lui Alexandru, la 25 octombrie 1920. Cu multă tristețe, a informat prin telegramă în acea noapte pe ceilalți membri ai familiei regale despre deces.
La două zile după decesul monarhului, au avut loc funeraliile la catedrala din Atena. Încă o dată familiei regale i s-a refuzat autorizația de întoarcere în Grecia și regina Olga a fost singura rudă (împreună cu soția lui Aspasía) prezentă la înmormântare.
Pentru familia regală a Greciei, domnia lui Alexandru I nu a fost niciodată pe deplin legitimă. În cimitirul regal, în timp ce mormintele altor conducători ai dinastiei sunt inscripționate cu "rege al elenilor, prinț al Danemarcei", se spune că pe mormântul tânărului rege scrie "Alexandru, fiul regelui elenilor, prinț al Danemarcei. El a domnit în locul tatălui său din 14 iunie 1917 la 25 octombrie 1920".
Potrivit surorii favorite a monarhului, regina Elena a României, acest sentiment de ilegitimitate ar fi fost larg împărtășit de către regele însuși, ceea ce explică în mare măsură mezalianță pe care a făcut-o.